# 陈楠 (篮球运动员)
陈楠（1983年1月8日—），女，山东胶南人，中国篮球運動員，亦為中国国家女子篮球队成員、助教。

## 簡歷
曾就读于胶南实验小学，五年级时进入青岛市体校，练习三项全能。一年多后，陈楠改练篮球。1995年入选解放军八一队。2000年，陈楠第一次入选中国国家女子篮球队。2010年11月，陈楠代表中國出戰廣州亞運會，參加籃球比賽，奪得金牌。

## 外部連結
- 陈楠在国际奥林匹克委员会的资料